# زویر تیمز
زویر تیمز (انگلیسی: Xavier Thames؛ زادهٔ ۹ ژانویهٔ ۱۹۹۱) بازیکن بسکتبال اهل ایالات متحده آمریکا است.
از باشگاه‌هایی که در آن بازی کرده‌است می‌توان به باشگاه بسکتبال رئال بتیس اشاره کرد.